# Bułgaria na Letnich Igrzyskach Olimpijskich 1968
Bułgarię na Letnich Igrzyskach Olimpijskich 1968 reprezentowało 112 zawodników.

## Zdobyte medale
| Medal  | Zawodnik | Dyscyplina  | Konkurencja               |
| ------ | --- | ----------- | ------------------------- |
| Złoto  | Petyr Kirow | Zapasy      | -52 kg w stylu klasycznym |
| Złoto  | Bojan Radew | Zapasy      | -97 kg w stylu klasycznym |
| Srebro | Stojan Jordanow Atanas Gerow Georgi Christakijew Miłko Gajdarski Kirił Iwkow Iwajło Georgijew Cwetan Dimitrow Ewgeni Janczowski Petyr Żekow Atanas Christow Asparuch Donew Kirił Christow Todor Nikołow Michaił Gionin Janczo Dimitrow Georgi Iwanow Iwan Zafirow Georgi Wasilew | Piłka nożna | turniej mężczyzn          |
| Srebro | Enju Todorow | Zapasy      | -63 kg w stylu wolnym     |
| Srebro | Enju Wyłczew | Zapasy      | -70 kg w stylu wolnym     |
| Srebro | Osman Duralijew | Zapasy      | ++97 kg w stylu wolnym    |
| Brąz   | Prodan Gardżew | Zapasy      | -87 kg w stylu wolnym     |
| Brąz   | Georgi Stankow | Boks        | waga półciężka (-81 kg)   |
| Brąz   | Iwan Michajłow | Boks        | waga piórkowa (-57 kg)    |